# Claude Bowes-Lyon
Claude George Bowes-Lyon, 14.º conde de Strathmore y Kinghorne (14 de marzo de 1855 - 7 de noviembre de 1944) fue un terrateniente, aristócrata y noble escocés, padre de la reina Isabel del Reino Unido y abuelo materno de la Reina Isabel II y la princesa Margarita, condesa de Snowdon.  Desde 1937 fue conocido como el 14.º y 1.er conde de Strathmore y Kinghorne, porque fue el 14.º conde en el sistema de títulos nobiliarios de Escocia pero 1.er conde en el sistema de títulos nobiliarios del Reino Unido.

## Biografía
Nació en la plaza Lowndes en Londres, hijo de Claudio Bowes-Lyon, 13.er conde de Strathmore y Kinghorne y su esposa Frances Dora Smith.
Después de haber sido educado en Eton, recibió una comisión en la 2.ª Life Guards en 1876, y sirvió durante seis años hasta el año siguiente de su matrimonio.
Al suceder en el condado de Strathmore y Kinghorne a su padre el 16 de febrero de 1904, heredó grandes propiedades en Escocia e Inglaterra, entre las que se incluía el castillo de Glamis, en Angus (Escocia). Fue hecho lord teniente de Angus, puesto al que renunció cuando su hija fue coronada reina del Reino Unido.
A pesar de que el conde era algo reservado con la realeza, en 1923 su hija menor, Elizabeth, se casó con el segundo hijo del Rey Jorge V, el príncipe Alberto, duque de York, y para conmemorar dicha unión el conde fue nombrado Caballero Gran Cruz de la Real Orden Victoriana. Cinco años después fue hecho Caballero del Cardo.
En 1936, Eduardo VIII abdicó y su yerno se convirtió en rey. Por ser el padre de la reina, Claude fue nombrado caballero de la Jarretera y conde de Strathmore y Kinghorne en el sistema de títulos nobiliarios del Reino Unido en los honores de la coronación en 1937, lo que le permitió tener un lugar en la Cámara de los Lores como noble.
Murió a la edad de 89 años en el castillo de Glamis de bronquitis.

## Familia
Se casó con Cecilia Cavendish-Bentinck el 16 de julio de 1881, en Petersham, Surrey. La pareja tuvo diez hijos:
| Nombre                                                                                | Nacimiento               | Muerte                   | Edad     | Notas |
| ------------------------------------------------------------------------------------- | ------------------------ | ------------------------ | -------- | --- |
| Hon. Violet Hyacinth Bowes-Lyon                                                       | 17 de abril de 1882      | 17 de octubre de 1893    | 11 años  | Murió de difteria y fue enterrada en la iglesia de Ham, Londres. Nunca fue llamada Lady ya que murió antes que su padre fuera conde.                                                                       |
| Lady Mary Frances Bowes-Lyon                                                          | 30 de agosto de 1883     | 8 de febrero de 1961     | 77 años  | Se casó en 1910 con Sidney Elphinstone, 16.º lord Elphinstone. |
| Patricio Bowes-Lyon, Lord Glamis (después 15.º y 2.º Conde de Strathmore y Kinghorne) | 22 de septiembre de 1884 | 25 de mayo de 1949       | 64 años  | Se casó en 1908 con lady Dorothy Osborne (hija de Jorge Osborne, 10.º duque de Leeds). |
| Juan Bowes-Lyon                                                                       | 1 de abril de 1886       | 7 de febrero de 1930     | 43 años  | Se casó en 1914 con la Hon. Fenella Hepburn-Stuart-Forbes-Trefusis (hija de Carlos Hepburn-Stuart-Forbes-Trefusis, 21.er barón Clinton).                                                                   |
| Alejandro Francis Bowes-Lyon                                                          | 14 de abril de 1887      | 19 de octubre de 1911    | 24 años  | Murió soltero, por un tumor cerebral. |
| Fergus Bowes-Lyon                                                                     | 18 de abril de 1889      | 26 de septiembre de 1915 | 26 años  | Se casó en 1914 con lady Christian Dawson-Damer (hija de Lionel Dawson-Damer, 5.º conde de Portarlington).                                                                                                 |
| Rosa Constance Bowes-Lyon                                                             | 6 de mayo de 1890        | 17 de noviembre de 1967  | 77 años  | Se casó en 1916 con William Leveson-Gower, 4.º conde Granville. |
| Miguel Claudio Hamilton Bowes-Lyon                                                    | 1 de octubre de 1893     | 1 de mayo de 1953        | 59 años  | Se casó en 1928 con Elizabeth Cator; murió de asma y por ataque al corazón en Bedfordshire. Fue prisionero de guerra durante la Primera Guerra Mundial.                                                    |
| Lady Elizabeth Bowes-Lyon                                                             | 4 de agosto de 1900      | 30 de marzo de 2002      | 101 años | Se casó en 1923 con, príncipe Alberto , duque de York, después Jorge VI. Fue conocida como duquesa de York, más tarde como la reina Isabel del Reino Unido y por último como la reina Isabel, reina madre. |
| The Hon. David Bowes-Lyon                                                             | 2 de mayo de 1903        | 13 de septiembre de 1961 | 59 años  | Se casó en 1926 con Rachel Clay. |